# 渡部英麿
渡部 英麿（わたなべ ひでまろ
、1924年9月24日 - 2011年10月12日）は、広島県広島市西本浦町（現南区）出身の宮司。元サッカー選手、指導者。

## 人物

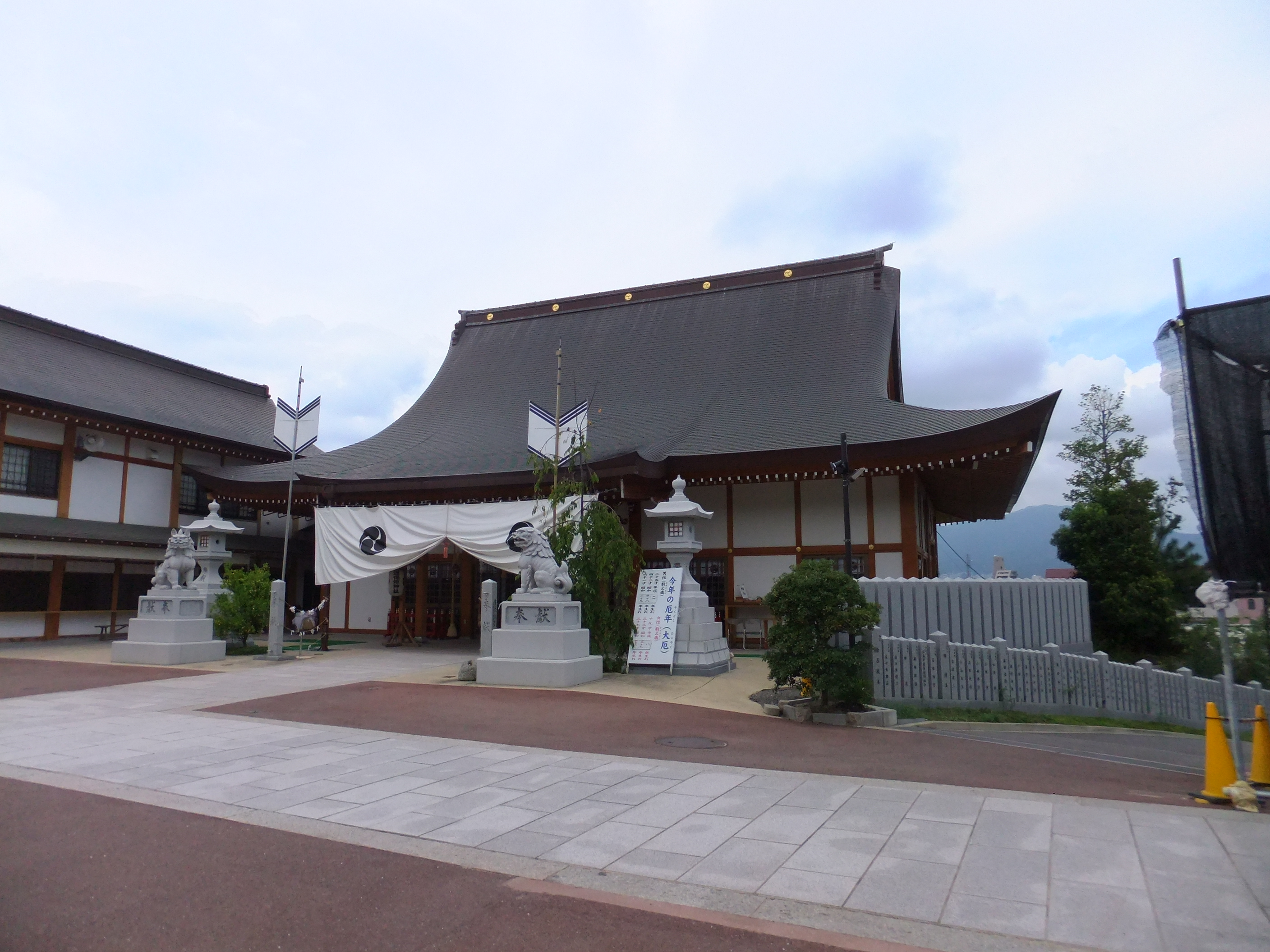
邇保姫神社

実家は広島市の黄金山に面した邇保姫神社。國學院大學出身という異色の経歴は神社の神主だからである。
広島似島中学教諭時代に日本代表に選出され、1954年のワールドカップスイス大会予選と第2回アジア競技大会（マニラ）の国際Aマッチ2試合に先発出場した。体格も良く、ゴールキーパーとして安定したプレーを見せ、名ゴールキーパーと謳われた。視力が悪かったためメガネを掛けてプレーした。当時チームでのニックネームはやはり「神主」だったという。
指導者としても活動しており、山陽高校監督として1967年、同校を全国高校選手権優勝に導いた。

## 来歴
父親も教師で中条一雄の広島一中（現広島国泰寺高校）時代の担任だった。英麿の実弟・定彦は中条の同級。英麿自身も1943年広島一中卒。同年度卒に、平田嘉三（広島大学名誉教授）、庄野直美（広島女学院大学名誉教授）などがいる。
1944年國學院大學に進学。同年9月、軍に入営し翌1945年7月まで広島で教錬を受けた後、甲種幹部候補生として「中部軍管区教育隊」のあった京都府福知山市に移ったため、8月6日の原爆投下には遭わなかった。
復員後に國學院大學を卒業し実家の邇保姫神社で神主の仕事をした。そのかたわら広島似島中学で教員として勤務した。似島中サッカー部では実弟・定彦とともにサッカー指導を行う。
この似島中教師時代、30前後で日本代表に選出されるが、これは地元の青年団チームや全広島などの選抜チームでサッカーを続けていたため。全広島は下村幸男、小畑実、銭村健次ら東洋工業の選手や福原黎三も参加した強力チームで、1951年来日したスウェーデンのプロチーム・ヘルシンボリIFとも対戦、渡部はこの試合にも出場した。ヘルシンボリは日本代表とも2試合対戦しており、渡部は試合出場はなかったが日本代表に名を連ねた。1954年のワールドカップスイス大会予選とアジア大会(マニラ)で村岡博人とポジションを争って各1試合ずつプレーした。他にCマッチ2試合の出場がある。
その後、中国電力に勤務する。中電勤務時代に、社の知人の息子が山陽高等学校のサッカー部にいたことから同校のコーチを始めた。
これが高じて1955年、山陽高の漢文の教師となり、サッカー部長兼監督となる。神主と教師の二足のワラジを履くため、試合が終わると、すぐに衣冠装束に身を固め仕事場に飛ぶこともあった。鉄拳制裁で恐れられ、生徒に「神に仕える神主とは思えない、荒法師か天狗のまちがいではないか」と噂されるユニークな教師だったという。こうした厳しい指導で山陽を広大附属高校・国泰寺高校・修道高校の広島の高校サッカー御三家に対抗する強豪に育て上げ1955年、全国高校選手権初出場、1967年には監督として全国高校選手権初優勝に導いた。当時の教え子である大石信幸・宮本輝紀・上久雄・国枝強・河野和久らは後に日本代表となった。教え子の多くが八幡製鉄サッカー部に進んだのは、八幡の監督・寺西忠成が渡部の広島一中の一年後輩にあたり旧知の間柄だったため。
その後もオール中国高校選抜の監督などを務め、広島県サッカー協会の重鎮幹部として活躍。
1972年、永大産業深尾茂社長の肝いりで山口県平生町に創部された永大産業サッカー部のチームづくりに協力。日本サッカーリーグ（JSL）に所属した名古屋相互銀行サッカー部（名相銀）の広島出身選手の後見人だった関係で、休部となった名相銀選手の永大への大量移籍を手引きした。これは当時の新聞も大きく報じた。永大産業は大久保賢（監督）ら名相銀から選手加入でチーム力が著しくアップ、創部初年度で前代未聞の日本サッカーリーグ（JSL）二部入り、二年目一部昇格、この後加えたブラジル人トリオの活躍もあって1974年、創部三年で天皇杯決勝に進出という偉業を達成した。
その後、実家の邇保姫神社の宮司に専念した。当神社は広島原爆に耐えた被爆建物して著名だったが、2007年に不審火で消失している。その後2010年に再建された。また晩年は母校広島国泰寺高校サッカー部OB会である鯉城蹴球団会長を務め、同サッカー部創部100周年事業を展開していた。
2011年10月12日午前2時08分、膵臓がんのため広島市内の病院で死去。87歳没。

## 代表歴

### 出場大会
- 1954 FIFAワールドカップ・スイス大会予選
- 1954 アジア競技大会

### 試合数
- 国際Aマッチ 2試合 0得点(1954)

| 日本代表 | 国際Aマッチ | 国際Aマッチ | その他 | その他 | 期間通算 | 期間通算 |
| 年       | 出場        | 得点        | 出場   | 得点   | 出場     | 得点     |
| -------- | ----------- | ----------- | ------ | ------ | -------- | -------- |
| 1953     | 0           | 0           | 2      | 0      | 2        | 0        |
| 1954     | 2           | 0           | 0      | 0      | 2        | 0        |
| 通算     | 2           | 0           | 2      | 0      | 4        | 0        |

### 出場
| No. | 開催日         | 開催都市 | スタジアム         | 対戦相手 | 結果 | 監督     | 大会               |
| --- | -------------- | -------- | ------------------ | -------- | ---- | -------- | ------------------ |
| 1.  | 1954年03月14日 | 東京都   | 明治神宮外苑競技場 | 韓国     | △2-2 | 竹腰重丸 | ワールドカップ予選 |
| 2.  | 1954年05月03日 | マニラ   |                    | インド   | ●2-3 | 竹腰重丸 | アジア大会         |

## 参考資料
- 渡部英麿 - 鯉城同窓会
- 駆けぬけた奇跡（斎藤一九馬、日刊スポーツ出版社、2007年10月）
- “初めてW杯予選を戦ったサムライ＜後編＞ :蹴球探訪”.   中日スポーツ (2010年5月21日). 2011年10月13日閲覧。
- 代表タイムライン - 日本サッカー協会
- 鞠友会だより - 國學院大學体育連合会蹴球部